# Reformerad officer
Reformerad officer kallades förr en officer, vars befattning blivit indragen, vanligen genom upplösning av det förband han tillhörde och som fick nöja sig med en lägre lön, tills han åter kunde få fast anställning. Termen kommer från franskans Officier reformé med samma betydelse.